# Missa de Oxóssi
Missa de Oxóssi é o nome dado pelos  candomblés da Bahia à missa de Corpus Christi da Igreja do Rosário dos Pretos, que conta com a presença anual dos adeptos do candomblé que assistem a missa e ao mesmo tempo homenageiam o Orixá Oxóssi comemorando o seu dia de festejo no candomblé na Bahia.
Sincretismo
Segundo o escritor José Beniste, o sincretismo teve sua importância em aproximar o Candomblé ao Catolicismo. "Aliás, acho que os antigos africanos foram sábios ao criarem o sincretismo afro-católico, que embora nós saibamos que São Jorge não é Ogum, São Sebastião não é Oxóssi, Santa Bárbara não é Yansã e o Senhor do Bonfim não é Oxalá, é inegável certas analogias. Nos festejos do Senhor do Bonfim e de Corpus Christi, por exemplo, é notório que os candomblecistas estão reverenciando o Orixá, mas em um dia dedicado a um santo católico" Pai Paulo de Oxalá.